# Oxyopes ashae
Espèce
Oxyopes ashae est une espèce d'araignées aranéomorphes de la famille des Oxyopidae.

## Distribution
Cette espèce est endémique du Chhattisgarh en Inde,.

## Description
La femelle holotype mesure 8,9 mm.

## Publication originale
- Gajbe, 1999 : Studies on some spiders of the family Oxyopidae (Araneae: Arachnida) from India. Records of the Zoological Survey of India, vol. 97, no 3, p. 31-79 (texte intégral).